# پیترو آرنولفو
پیترو آرنولفو (انگلیسی: Pietro Arnulfo؛ زادهٔ ۱۳ سپتامبر ۱۹۸۸) بازیکن فوتبال اهل ایتالیا است.
از باشگاه‌هایی که در آن بازی کرده‌است می‌توان به باشگاه فوتبال سمپدوریا اشاره کرد.